# Can Bonamic (Santa Maria de Palautordera)
Can Bonamic és una masia gòtica al nord del terme municipal de Santa Maria de Palautordera (Vallès Oriental) inclosa a l'Inventari del Patrimoni Arquitectònic de Catalunya.

## Arquitectura
Masia orientada cap a l'est. Coberta a dues vessants. Consta de planta baixa i pis. La façana està composta per una porta dovellada d'arc de mig punt i dues portes modernes. A la planta també hi ha una finestra de pedra d'arc pla i amb replanell motllurat. Al pis hi ha tres finestres, la de l'esquerra és de pedra i semi-arquejada, la del mig és geminada i gòtica (a la seva part inferior hi ha una finestra espitllerada), la de la dreta és de pedra d'arc pla.
La paret està orientada cap al sud i està recolzada en un contrafort.

## Història
Apareix en el fogatge de 1553. Després de la Guerra Civil (1936-1939) es dividí la casa en diferents espais per tal d'ubicar-hi 3 o 4 famílies.